# Alfa-methylstyreen
Alfa-methylstyreen of 2-fenylpropeen is een kleurloze of lichtgele, ontvlambare organische vloeistof met een onaangename reuk. Ze is vrijwel onoplosbaar in water.
Men kan deze verbinding beschouwen als een afgeleide van styreen, met een extra methylgroep aan het koolstofatoom van de vinylgroep dat zich het dichtst bij de benzeenring bevindt (dit is de alfa-positie). Als de methylgroep aan het andere koolstofatoom verbonden is, heeft men de structuurisomeer beta-methylstyreen of 2-propenylbenzeen, die in een cis- en trans-vorm kan voorkomen.
Het is een bijproduct in de productie van fenol volgens het cumeenproces: het ontstaat bij het kraken van cumeenhydroperoxide tot fenol en aceton. Door hydrogenering kan men het omzetten in cumeen dat weer in het productieproces kan gebruikt worden. Het wordt daarnaast ook gebruikt als monomeer of co-monomeer in polymerisatieprocessen.